# 1715

## Esdeveniments
Països Catalans
- 27 de març: el general Josep Moragues i Mas, heroi català de la guerra de Successió espanyola, va ser executat a Barcelona juntament amb els capitans Jaume Roca i Pau Macip. Tots tres militars van ser torturats, jutjats i morts de manera infamant. Van ser desposseïts públicament de tots els honors rebuts, i, vestits amb camisa de penitent, van ser arrossegats per un cavall pels carrers de Barcelona fins al patíbul, on van ser penjats i, després de morir, esquarterats. El cap del general Moragues es va tancar en una gàbia de ferro que es va penjar al Portal de Mar, d'on no es va retirar fins passats dotze anys.[1] Un altre militar, el capità Francesc Catllar, que havia participat en la fugida de Moragues i els seus companys, va ser condemnat a mort i executat a la Rambla el 14 d'abril.[2]
- 13 de juny: un informe elaborat pel Consell de Castella recomana la prohibició del català a les escoles.[3]
- 11 de juliol - Mallorca: les tropes borbòniques ocupen l'illa.
- 28 de novembre - Mallorca i Eivissa: Felip V d'Espanya n'aboleix el govern polític i administratiu català amb un dels Decrets de Nova Planta.

Resta del món
- 2 de maig - Berlín: Jordi I de la Gran Bretanya (elector de Hannover) es va aliar amb el Regne de Dinamarca i Noruega a canvi que Verden-Bremen fos cedit a l'Electorat de Hannover en el Tractat de Berlín de 1715. Al mateix temps, aquests dos s'alien amb la coalició russo-prussiana que s'havia establer al Tractat de Schwedt en el curs de la Gran Guerra del Nord.
- 28 d'octubre - Greifswald: Jordi I de la Gran Bretanya i l'elector de Hannover signen el Tractat de Greifswald durant la Gran Guerra del Nord per assegurar-se la neutralitat de Rússia en l'annexió de Bremen-Verden a canvi d'acceptar l'annexió a Rússia de l'Íngria sueca, l'Estònia Sueca, Reval i Carèlia.[4]

## Naixements
- 26 de febrer, París: Claude-Adrien Helvétius, filòsof francès.
- 8 d'octubre, Dijon (França): Michel Benoist, missioner jesuïta a la Xina (m. 1774).[5]
- 23 d'octubre, Sant Petersburg: Pere II de Rússia, emperador de Rússia.
- 13 de novembre, Quedlinburg, Dorothea Christiane Erxleben, metgessa alemanya, la primera dona a obtenir un doctorat en medicina a Alemanya.[6]

- ciutat de València: Antonia Gómez de Orga, impressora valenciana.

## Necrològiques
Països Catalans
- 27 de març - Barcelona: Josep Moragues, militar català que va lluitar pel bàndol austriacista a la Guerra de Successió (n. 1669).

Resta del món
- 1 de setembre - Versalles (França): Lluís XIV de França, rei de França (n. 1638).
- 7 de gener - Cambrai (França): François Fénelon, teòleg i escriptor francès (n. 1651).